# Phanerophlebia macrosora
Phanerophlebia macrosora är en träjonväxtart som först beskrevs av Bak., och fick sitt nu gällande namn av Lucien Marcus Underwood. Phanerophlebia macrosora ingår i släktet Phanerophlebia och familjen Dryopteridaceae. Inga underarter finns listade.